# Groupe fortifié La Marne
La Feste Mercy, rebaptisée Feste Freiherr von der Goltz en 1911, puis groupe fortifié La Marne en 1919, est un ouvrage militaire situé près de Metz, dans le bois entre Jury, Mercy et Ars-Laquenexy. Il fait partie de la seconde ceinture fortifié des forts de Metz et connut son baptême du feu, fin 1944, lors de la bataille de Metz.

## Contexte historique
Pendant l’Annexion, Metz, dont la garnison allemande oscille entre 15 000 et 20 000 hommes au début de la période et dépasse 25 000 hommes avant la Première Guerre mondiale, devient progressivement la première place forte du Reich allemand. La Feste Mercy complète la Seconde ceinture fortifiée de Metz composée des Festen Wagner (1904-1912), Kronprinz (1899 - 1905), Leipzig (1907-1912), Kaiserin (1899-1905), Lothringen (1899-1905), Freiherr von der Goltz (1907-1916), Haeseler (1899-1905), Prinz Regent Luitpold (1907-1914) et Infanterie-Werk Belle-Croix (1908-1914).
Le groupe fortifié, construit au début du XXe siècle, faisait partie d’un programme de fortifications plus vaste, appelé « Moselstellung », et englobant des forteresses disséminées entre Thionville et Metz, dans la vallée de la Moselle. L’objectif de l’Allemagne était de se protéger contre une attaque française visant à reprendre l'Alsace-Lorraine, soit l’Alsace et la Moselle, à l’Empire allemand. Le système de fortification fut conçu pour s’adapter aux progrès grandissants de l’artillerie depuis la fin du XIXe siècle. Basé sur de nouveaux concepts défensifs, tels que la dispersion et la dissimulation, le groupe fortifié devait constituer, en cas d’attaque, un barrage infranchissable pour les forces françaises.

## Conception d’ensemble
Le périmètre de protection du groupe fortifié La Marne est assuré par un ensemble de positions d’infanterie, de casernes fortifiées et de batteries d’artillerie, disséminés sur une vaste superficie et dissimulés par la topographie naturelle. À partir de 1899, le Plan Schlieffen de l’état-major allemand conçut les fortifications de la Moselstellung, entre Metz et Thionville, comme un verrou destiné à bloquer l’avance éventuelle des troupes françaises en cas de conflit. Ce concept de ligne fortifiée sur la Moselle constituait une innovation significative par rapport au système Séré de Rivières développé par les Français. Il inspirera plus tard les ingénieurs de la ligne Maginot.

## Construction et aménagements
D’une superficie de 205 ha, la Feste Freiherr von der Goltz est construite de 1907 à 1916, dans le bois entre Jury, Mercy et Ars-Laquenexy. Le groupe fortifié est constitué de trois parties indépendantes, reliées entre-elles par des galeries souterraines. L'ouvrage de jury, au sud, l'ouvrage de Mercy au centre, et le point d'appui d'Ars-Laquenexy, au nord. Le point d'appui d'Ars-Laquenexy comprend deux batteries cuirassées de 100 mm , une caserne et un poste de commandement d'artillerie. Les trois casernes fortifiées peuvent recevoir un total de 800 hommes. 
Le groupe fortifié est doté au total de huit pièces d’artillerie, six de 100 mm et deux de 77 mm. Il dispose de treize coupoles d’observation et de vingt postes de guet. Les différents postes sont reliés par 2 000 m de galeries souterraines. Dans ses citernes, il dispose de 860 m3 d’eau. L’énergie nécessaire à son fonctionnement est assurée par quatre moteurs diesel de 22 CV chacun. 
C'est le seul groupe fortifié dont l'usine ne se trouve pas dans une caserne, mais dans un ouvrage dédié, entre le point d'appui d'Ars-Laquenexy et l'ouvrage d'infanterie de Mercy. L'usine, équipée de 10 moteurs diesel de 35 chevaux, est reliée aux ouvrages par des galeries souterraines et dispose en outre d'une sortie de secours pouvant recevoir une grue de levage pour le matériel.

## Affectations successives
À partir de 1890, la relève dans les forts est assurée par les troupes du XVIe Corps d’Armée de l'armée allemande stationnées à Metz et à Thionville. En 1919, le fort est occupé par l’armée française et baptisé "Groupe fortifié La Marne". Après le retrait des troupes françaises en juin 1940, l’armée allemande réinvestit les lieux pour quatre années. Comme le Groupe fortifié l'Aisne et d'autres forts de Metz, le fort sert de dépôt de munitions, puis de lieu de stockage pour des têtes de torpilles aériennes. Les alliés reprennent le groupe fortifié fin 1944, lors de la bataille de Metz. Toujours propriété du ministère de la Défense, le groupe fortifié et son terrain militaire ne sont pas accessibles au public.

## Seconde Guerre mondiale
Fin août 1944, au début de la bataille de Metz, le commandement allemand l’intègre au dispositif défensif mis en place autour de Metz. Le 2 septembre 1944, Metz est déclarée forteresse du Reich par Hitler. La place forte doit donc être défendue jusqu’à la dernière extrémité par les troupes allemandes, dont les chefs ont tous prêté serment au Führer. Le lendemain, 3 septembre 1944, le général Krause, alors commandant de la place forte de Metz, établit son Oberkommando, le poste de commandement principal, dans la caserne du fort Alvensleben. Le fort de Plappeville était en effet situé à l’ouest du dispositif défensif de Metz, tout en étant proche du centre de Metz. Le jour même, les troupes du général Krause prennent position sur une ligne allant de Pagny-sur-Moselle à Mondelange, en passant à l’Ouest de Metz par Chambley, Mars-la-Tour, Jarny et Briey. Après un premier repli opéré le 6 septembre 1944, les lignes allemandes s’appuient maintenant solidement sur les forts du secteur ouest de Metz, en particulier sur les forts Lorraine, Jeanne-d’Arc et Driant.
L’offensive américaine, lancée le 7 septembre 1944, tourne court. Les troupes américaines s’arrêtent sur la Moselle, malgré la prise de deux têtes de ponts au sud de Metz. Buttant contre des forts mieux défendus qu’elles ne le pensaient, les troupes américaines sont maintenant à bout de souffle. Le général McLain, en accord avec le général Walker, décide de suspendre les attaques, en attendant de nouveaux plans de l’état-major de la 90e Infantry Division. 
Pour sécuriser le secteur sud de Metz, où se trouve le Groupe fortifié "La Marne", et contenir les troupes allemandes dans les forts de la ligne fortifiée West-Metz, l’opération Thunderbolt, combinant des attaques aériennes et des attaques au sol sur les groupes fortifiés messins, est planifiée le 17 septembre 1944. Les Festen Kronprinz et Kaiserin, et quatre autres Festen utilisés comme dépôts de munitions ou usines souterraines d'armement, sont ciblés en priorité. Le 18 septembre 1944, des éléments de la division Götz von Berlichingen entrent en contact avec des unités américaines dans ce secteur du front. Le 19 septembre 1944, dans la cour de l’ouvrage de Mercy, deux camions militaires chargés d'ogives de torpilles sont touchés par un chasseur-bombardier américain de type Thunderbolt. Ils explosent immédiatement, l’onde de choc se transmettant instantanément aux souterrains de l’ouvrage de Mercy. Les ogives entreposées dans les souterrains explosent à leur tour. Suit une déflagration dantesque, qui creuse un immense cratère, projetant des blocs de béton à plusieurs kilomètres. Parmi les Allemands présents sur place, l'explosion fait de nombreux blessés et 81 morts, dont 70 soldats SS, stationnés alors près du Château de Mercy, et 11 marins de la Kriegsmarine, chargés du transport des ogives. Durant plusieurs jours, des pionniers allemands du génie de Metz dégagent des corps du bunker. Ils érigeront ensuite, au bord du cratère de l’explosion, trois grandes croix, portant les noms des victimes.
Le 24 septembre 1944, la IIIe armée du général Patton doit arrêter son offensive sur Metz. Alors que les troupes de la troisième armée américaine se reposent en écoutant Marlène Dietrich, les troupes allemandes profitent de l'accalmie dans les combats pour se réorganiser. Des troupes de réserves de la future 462e Volks-Grenadier-Division relèvent, dans les forts du secteur, les troupes d’élites de Siegroth. 
Lorsque les hostilités reprennent, après un mois pluvieux, les soldats de la 462e Volks-Grenadier-Division tiennent toujours solidement les forts de Metz, même si les ravitaillements se font plus difficilement sous les tirs d’artillerie et des bombardements fréquents.
Le 9 novembre 1944, l'Air Force envoie pas moins de 1 299 bombardiers lourds, B-17 et B-24, déverser 3 753 tonnes de bombes, de 1 000 à 2 000 livres, sur les ouvrages fortifiés et les points stratégiques situés dans la zone de combat de la IIIe armée. La plupart des bombardiers ayant largué leurs bombes sans visibilité, à plus de 20 000 pieds, les objectifs militaires sont souvent manqués. À Metz, les 689 chargements de bombes destinés à frapper le fort Jeanne d’Arc et six autres forts, désignés comme des cibles prioritaires, ne font que des dégâts collatéraux, prouvant une fois de plus l’inadéquation des bombardements massifs sur des objectifs militaires.
Mi-novembre 1944, les XIIe et XXe corps d’armée américains tentent de prendre les fortifications de Metz en tenaille. La 95e division d’infanterie doit centrer son effort sur le front ouest de Metz, alors que la 5e division doit déborder les lignes allemandes, au nord et au sud. L’attaque enveloppante de l’armée américaine réussit finalement au bout de trois jours d’incertitude. Le soir du 17 novembre 1944, la situation des défenseurs allemands devient critique. Les hommes valides de la 462e Volks-Grenadier-Division sont pour la plupart encerclés dans les forts de Metz. Le restant des troupes, fragmenté à l’extrême, tient des positions clés à l’intérieur de la ville. La ville de metz tombe aux mains des Américains le 22 novembre 1944, mais certains forts résistent toujours, deux semaines plus tard.
Le 6 décembre 1944, le groupe fortifié du Saint-Quentin se rend avec une garnison importante. Le fort de Plappeville dépose les armes le lendemain. Le groupe fortifié Jeanne-d’Arc, ancienne Feste Kaiserin, sans doute parce qu’il était commandé par l’état-major de la 462e Volks-Grenadier-Division et défendu par un bataillon de fusiliers, est le dernier des forts de Metz à se rendre, le 13 décembre 1944. La résistance allemande, déterminée, les intempéries et les inondations, inopportunes, ainsi qu’une tendance générale à mésestimer la puissance de feu des fortifications de Metz, ont contribué à ralentir l’offensive américaine, donnant l’occasion à l’armée allemande de se retirer en bon ordre vers la Sarre. L’objectif de l’état-major allemand, qui était de gagner du temps en fixant le plus longtemps possible les troupes américaines en avant de la ligne Siegfried, sera donc largement atteint.